# Сільвія (Колумбія)
Сільвія (ісп. Silvia) — місто і муніципалітет на південному заході Колумбії, на території департаменту Каука . Входить до складу Східної провінції .

## Історія
Поселення, з якого пізніше виросло місто, було засноване 23 жовтня 1562 Франсіско де Белалькасаром. Муніципалітет Сільвія був виділений в окрему адміністративну одиницю в 1838 році .

## Географічне розташування

Муніципалітет Сільвія

Місто розташоване в східній частині департаменту, в гірській місцевості Кордильєра-Сентраль, на відстані приблизно 23 кілометри на північний схід від міста Попаян, адміністративного центру департаменту. Абсолютна висота — 2532 метри над рівнем моря .
Муніципалітет Сільвія межує на півночі з територіями муніципалітетів Кальдоно і Хамбало, на північному сході та сході — з муніципалітетом Паес, на південному сході — з муніципалітетом Інса, на півдні — з муніципалітетом Тоторо — з муніципалітетом П'єндамо . Площа муніципалітету складає 662,4 кв. км .

## Населення
За даними Національного адміністративного департаменту статистики Колумбії, сукупна чисельність населення міста та муніципалітету в 2015 році становила 32 159 осіб . Динаміка чисельності населення муніципалітету за роками:
| 2005   | 2006   | 2007   | 2008   | 2009   | 2010   | 2011   | 2012   | 2013   | 2014   | 2015   |
| ------ | ------ | ------ | ------ | ------ | ------ | ------ | ------ | ------ | ------ | ------ |
| 30 960 | 31 074 | 31 163 | 31 256 | 31 350 | 31 462 | 31 600 | 31 732 | 31 873 | 32 021 | 32 159 |

За даними перепису 2005 року чоловіки становили 50 % населення Сільвії, жінки — відповідно, також 50 %. У расовому відношенні індіанці становили 79,7 % населення міста; білі та метиси — 20,2 %; негри, мулати та райсальці — 0,1 % . Рівень грамотності серед населення становив 84,1 %.

## Економіка
Основу економіки Сільвії складають сільське господарство, аквакультура та туризм .
46,6 % від загальної кількості міських та муніципальних підприємств складають підприємства торгової сфери, 31,7 % — підприємства сфери обслуговування, 19,1 % — промислові підприємства, 2,6 % — підприємства інших галузей економіки .